# 每一天
《每一天》是美国歌手爱莉安娜·格兰德的一首歌曲，並客串美國饒舌歌手未来小子，收录于她的第三张录音室专辑《危险女人》。歌曲是沙凡·科提查、爱莉安娜、未来小子和制作人伊利亚共同创作。《每一天》在专辑《危险女人》发行前一周的倒计时中，作为一部分于2016年5月在Beats 1上首次播出。2017年1月10日，歌曲以专辑的第四支且最后一支主打单曲上架节奏当代歌单中，之后于2017年1月14日被派送至当代流行电台。
《每一天》是一首迷幻的電子流行及陷阱歌曲，整体架立在摩擦声节奏和震动的低音旋律上。作为爱莉安娜歌曲中歌词较为露骨的一首，歌词中讲的是性满足。歌曲褒奖不一，乐评人对歌曲的制作十分欣赏，但对未来小子的说唱保留态度。歌曲发行后空降多个歌曲排行榜的十强开外。在美国，《每一天》于发行年的四月在《公告牌》百强单曲榜上第五十五位，是爱莉安娜在该排行榜上排名倒数第二的单曲。
歌曲的音乐视频于2017年2月27日在Vevo上播出，视频由克里斯·马斯·皮尔里奥执导。为推广歌曲，爱莉安娜将歌曲加入她第二次世界巡演《危险女人巡回演唱会》演唱曲目中。歌曲在比利时榜单和英国节奏布鲁斯单曲榜上位于前四十, 并且之后在巴西和美国获得了白金的销量认证。

## 背景和发行
《每一天》是由沙凡·科提查、伊利亚、爱莉安娜、未来小子、制作人伊利亚和配唱制作人马克斯·马丁共同创作。关于合作，爱莉安娜在KIIS FM的采访中说到：“我清楚我想和未来小子一起合作，但我不知道我们能不能找到适合我们唱的歌，因为我们如此不同，但我们发现了一段毒性旋律，这非常特别并让人好兴奋。 ”
《每一天》于2016年5月13日在Beats 1首次播出，是在专辑《危险女人》发行的前一周。爱莉安娜在2017年1月3日宣布歌曲将作为专辑的第四支单曲发行。歌曲在2017年1月10日上架美国节奏当代歌单。《每一天》于2017年2月14日登陆当代流行电台。

## 詞曲
《每一天》是一首迷幻的電子流行及陷阱歌曲。整体架立在摩擦声和罐子声的舞曲节奏和一串震动的低音旋律上。其他的乐器包括有键盘、打击乐器和吉他。歌曲的开头爱莉安娜唱着“Anytime I'm alone, I can't help thinking about you,”，伴随着带有扭卷声合成器的节奏布鲁斯流行伴奏制作。在每段副歌前都有一段爱莉唱着高音的过门。在强节奏电子舞曲的副歌中，未来小子波浪般地啼啭出歌曲的钩子，爱莉安娜用迷幻的方式在旁和声。爱莉安娜在歌中没使用她更高的声区，而是用假声演唱。
歌词十分露骨，且是对陶醉性爱的赞歌。爱莉安娜描绘了一种激情四射并沉浸在调情中的爱情。未来小子的说唱部分则是讲述了在奢华假期的深夜的艰辛劳动，将自己描述为一个非常适合爱莉需求的坏人。

## 商业表现
专辑《危险女人》发行之后，歌曲空降《公告牌》榜外单曲榜第二十三位。歌曲的音乐视频发行后，歌曲空降《公告牌》百强单曲榜第八十五位，在榜单上滞留了五周后，最高位居第五十五位。然而，歌曲终止了爱莉安娜连续九首榜单二十强的记录，并且是继《就在那里》之后的榜单倒数第二位的单曲。歌曲在美国《公告牌》主流四十强单曲榜和节奏单曲榜上表现得更好，分别位居第十八位和第十三位。 同样，歌曲空降加拿大百强单曲榜 第九十八位，并在十周后最高位居第五十四位。
在澳大利亚，《每一天》最高位居澳大利亚单曲榜第九十六位。尽管歌曲最高位居英国单曲榜第一百二十三位，是在英国排行榜上排名倒数第二的单曲， 歌曲在英国节奏布鲁斯单曲榜上表现优秀，最高位居第三十六位。 

## 音乐视频
2017年1月30日，爱莉安娜在Twitter上对粉丝们发起应援，粉丝们要在Spotify上累积足够的下载和点播量，来解锁《每一天》的音乐视频，爱莉安娜放出一个链接，可以跟踪应援的进度。歌词视频于翌日在Vevo解锁，由克里斯·马斯·皮尔里奥执导，视频中爱莉安娜身着黑色文胸，超大号汤米·席尔菲格羽绒服，搭配标志性马尾辫，梳有刘海扎有两个包子头，在一排聚光灯前舞蹈和歌唱。未来小子没有出现在视频里，在他的副歌中是爱莉安娜对着嘴跟唱着。音乐视频在2017年2月27日解锁，同样由克里斯执导，之前还执导过《释放》和《Santa Tell Me》。视频中爱莉安娜在街头、洗衣店、公共汽车中歌唱，同时不同种族、年龄和性别的伴侣在接吻并开始发生性关系。未来小子则在边上有员工做爱的办公室里说唱。视频获得了评论家的赞扬，因为视频展示了LGBT社区和不同种族的人，是爱莉安娜行动主义的主要议题之一。音乐视频获得TV-PG的评级，在MTV Live上未修改播出。截至2018年7月，歌词和音乐视频在Vevo上的总观看次数超过2.35亿。

## 现场演唱
爱莉安娜于2016年5月21日在Vevo专辑展示中首次演唱了这首歌。 歌曲加入她2017年《危险女人巡回演唱会》的演唱曲目中。在iHeartRadio音乐季2016上也演唱了这首歌。

## 製作名单
整理自专辑《危险女人》的内页说明。
录制和管理
- 录制于MXM Studios和Wolf Cousins Studios（瑞典斯德哥尔摩）
- 混音于MixStar Studios（弗吉尼亚州弗吉尼亚海滩）
- 母带制作于Sterling Sound（纽约州纽约）
- 出版由MXM — 管理由Kobalt — （ASCAP），Wolf Cousins（STIM），Warner/Chappell Music Scand.（STIM）和Grandefinale LLC.
- 未来小子带来史诗唱片的好意。

名单
| - 塞尔班·根尼阿 – 混音 - 萨姆·荷兰 – 工程 - 约翰·汉恩斯 – 混音工程 - 伊利亚 – 配唱制作，伴奏，键盘，低音，打击乐器，伴唱 - 马克斯·马丁 – 配唱制作 - 汤姆·科因 – 母带 | - 阿雅·美林 – 母带 - 杰里米·勒托拉 – 吉他 - 爱莉安娜·格兰德 – 演唱，伴唱 - 未来小子 – 演唱，伴唱 - 沙凡·科提查 – 伴唱 - 温迪·戈德斯坦 – A&R - 斯考特·布朗 – A&R |

## 排行榜
| 排行榜（2016至17年）               | 最高 排名 |
| ---------------------------------- | --------- |
| 澳大利亚（ARIA）                   | 96        |
| 比利时瓦隆（Ultratop五十强单曲榜） | 38        |
| 加拿大（Canadian Hot 100）         | 54        |
| 捷克（百強數位單曲榜）             | 70        |
| 爱尔兰（IRMA）                     | 88        |
| 新西兰（RMNZ）                     | 3         |
| 葡萄牙（葡萄牙唱片業協會单曲榜）   | 74        |
| 蘇格蘭（官方榜单公司單曲榜）       | 72        |
| 斯洛伐克（百強數位單曲榜）         | 65        |
| 英國（官方榜单公司單曲榜）         | 123       |
| 英國（官方榜单公司節奏藍調榜）     | 36        |
| 美国（《告示牌》百大單曲榜）       | 55        |
| 美國（《告示牌》Pop Airplay）      | 18        |
| 美國（《告示牌》Rhythmic Songs）   | 13        |

## 销量认证
| 地區                                     | 认证 | 认证单位/销量 |
| ---------------------------------------- | ---- | ------------- |
| 英国（英国唱片业协会）                   | 银   | 200,000‡      |
| 美国（美國唱片業協會）                   | 白金 | 1,000,000‡    |
| *僅含認證的實際銷量 ‡僅含認證的+實際銷量 |      |               |

## 发行历史
| 地区 | 日期          | 形式         | 厂牌 | 参文  |
| ---- | ------------- | ------------ | ---- | ----- |
| 美国 | 2017年1月10日 | 节奏当代     | 联众 |       |
| 美国 | 2017年2月14日 | 当代流行电台 | 联众 | [ 2 ] |